# Olaszbástya

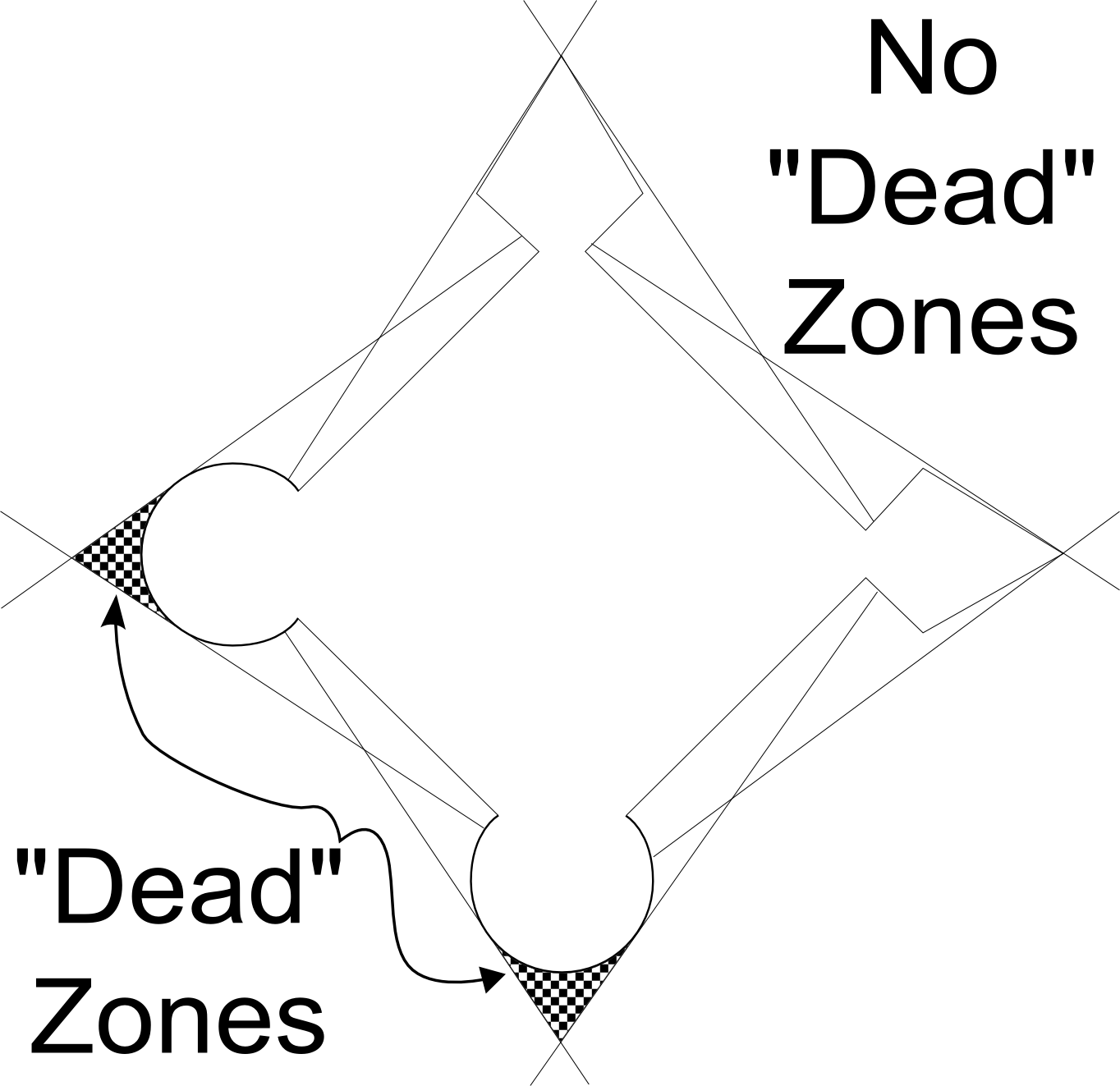
Holtzónák a körbástyás és az olaszbástyás erődépítésnél

Az olaszbástya az itáliai tervezők és várépítők által kidolgozott bástyás rendszer.

## Története
Konstantinápoly 1453. május 29-én történt eleste jelentősen hozzájárult a várépítés fellendüléséhez. A török hatalmának erősödése, területszerző törekvései komoly figyelmeztetést jelentettek. Először a leginkább veszélyeztetett városok mozdultak meg az Adriai-tenger partján. Buda török kézre kerülése (1541) után, a bécsi Udvari Haditanács a növekvő török veszély elhárítására itáliai építészeket hívott az országba. A magyarországi török uralom végéig alkalmazott leghatásosabb védőmű volt.
A hagyományos körbástya (rondella) csúcsánál olyan holttér van, ahová nem hatnak a tűzfegyverek, a holtteret a szomszédos körbástyáról nem tudják ágyúval védeni. A támadók itt másszák meg legkönnyebben a falat. Az itáliai haditervezők és várépítők a holttér kiküszöbölésére találták ki a 16. században az olaszbástyát, amely a falak együttesével alkotta a védőmű rendszert. Egyszerűbb változata az ötszög alaprajzú, ék alakban kifelé álló ó-olasz bástya. Előnye a rondellával szemben, hogy falai – többnyire a homlokfalak – vastagabbak, és több ágyú elhelyezését tették lehetővé. Az ötszögű bástyák belső tere boltozott volt, ahol lőkamrákat vagy kazamatákat építettek ki az oldalazó lövegek számára. Tetejük általában sík, ahol újabb sánckosarak közé felállított ágyúk sorakoztak. Egy-egy többszintes bástya jelentős tűzerőt képviselt a csatlakozó falak, a szomszédos védművek és az előttük húzódó árok védelmében.
Az itáliai erődépítészeti iskola továbbfejlesztett változata az ó-olasz, az új-olasz vagy a fülesbástya, amelynél a lövegeket a bástyák homlokfala mögé, a kortinával (le és felfelé haladó lépcsőzet) párhuzamosan kiképzett mélyedésbe (fülbe) helyezték el, fokozott biztonságot nyújtva az ágyúknak és a kezelőszemélyzetnek. Ezek a várépítési technikák segítették a várfalak védhetőségét, méretüknél és kialakításuknál fogva több ágyút voltak képesek befogadni. Legfőbb előnyük az volt, hogy alkalmazásukkal sikerült a vár előtti holttereket kiküszöbölni, mivel a bástyákról a szomszédos védmű falsíkja előtti teret is pásztázni lehetett. A belátható terek és védfalak támadásánál a védők nagyban megnehezítették a támadók dolgát. Egy itáliai rendszerű vár bevétele komoly előkészületeket, hosszú időt és nagyobb haderőt igényelt. A várfalak védelmében egy kisebb helyőrség is hosszasan ellenállhatott a sokszoros túlerővel szemben.